# Chankagenesia
Chankagenesia is een geslacht van haften (Ephemeroptera) uit de familie Palingeniidae.

## Soorten
Het geslacht Chankagenesia omvat de volgende soorten:
- Chankagenesia natans
- Chankagenesia sibirica
- Chankagenesia yangi